# Park Pobedy (métro de Saint-Pétersbourg)
Pour les articles homonymes, voir Park Pobedy.
Park Pobedy (en russe : Парк Побе́ды) est une station de la ligne 2 du métro. Elle est située dans le raïon de Moskovski à Saint-Pétersbourg en Russie.
Mise en service en 1961, elle est desservie par les rames de la ligne 2 du métro de Saint-Pétersbourg.

## Situation sur le réseau

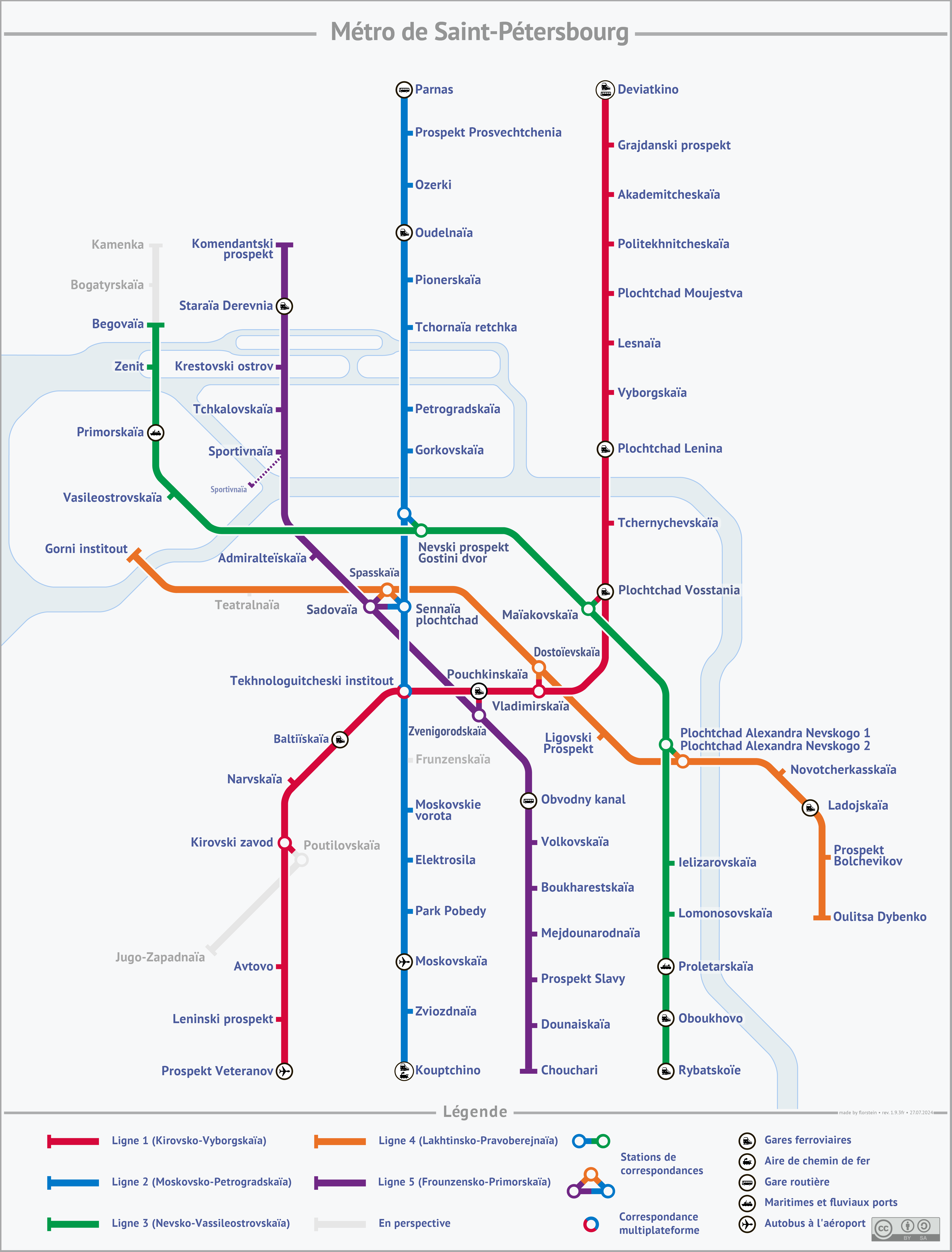
Plan du métro.

Établie en souterrain, à 35 mètres de profondeur, Park Pobedy est une station de passage de la ligne 2 du métro de Saint-Pétersbourg. Elle est située entre la station Elektrossila, en direction du terminus nord Parnas, et la station Moskovskaïa, en direction du terminus sud Kouptchino.
La station dispose d'un quai central encadré par les deux voies de la ligne.

## Histoire
La station Park Pobedy est mise en service le 29 avril 1961, lors de l'ouverture à l'exploitation de la première section de la ligne de Tekhnologuitcheski institout au terminus Park Pobedy. Elle est située près d'un parc éponyme. La station souterraine  est la première construite suivant un nouveau type de station dite station fermée (ru), ou le quai central donne sur des portes fermées qui ne s'ouvrent en coulissant que lorsque la rame est présente. 
Elle devient une station de passage le 25 décembre 1969, lors de l'ouverture du prolongement suivant jusqu'à Moskovskaïa.

## Services aux voyageurs

### Accès et accueil
Elle dispose d'un pavillon d'accès en surface, en relation avec le quai par un tunnel en pente équipé de trois escaliers mécaniques.

### Desserte
Park Pobedy est desservie par les rames de la ligne 2 du métro de Saint-Pétersbourg.

Installations
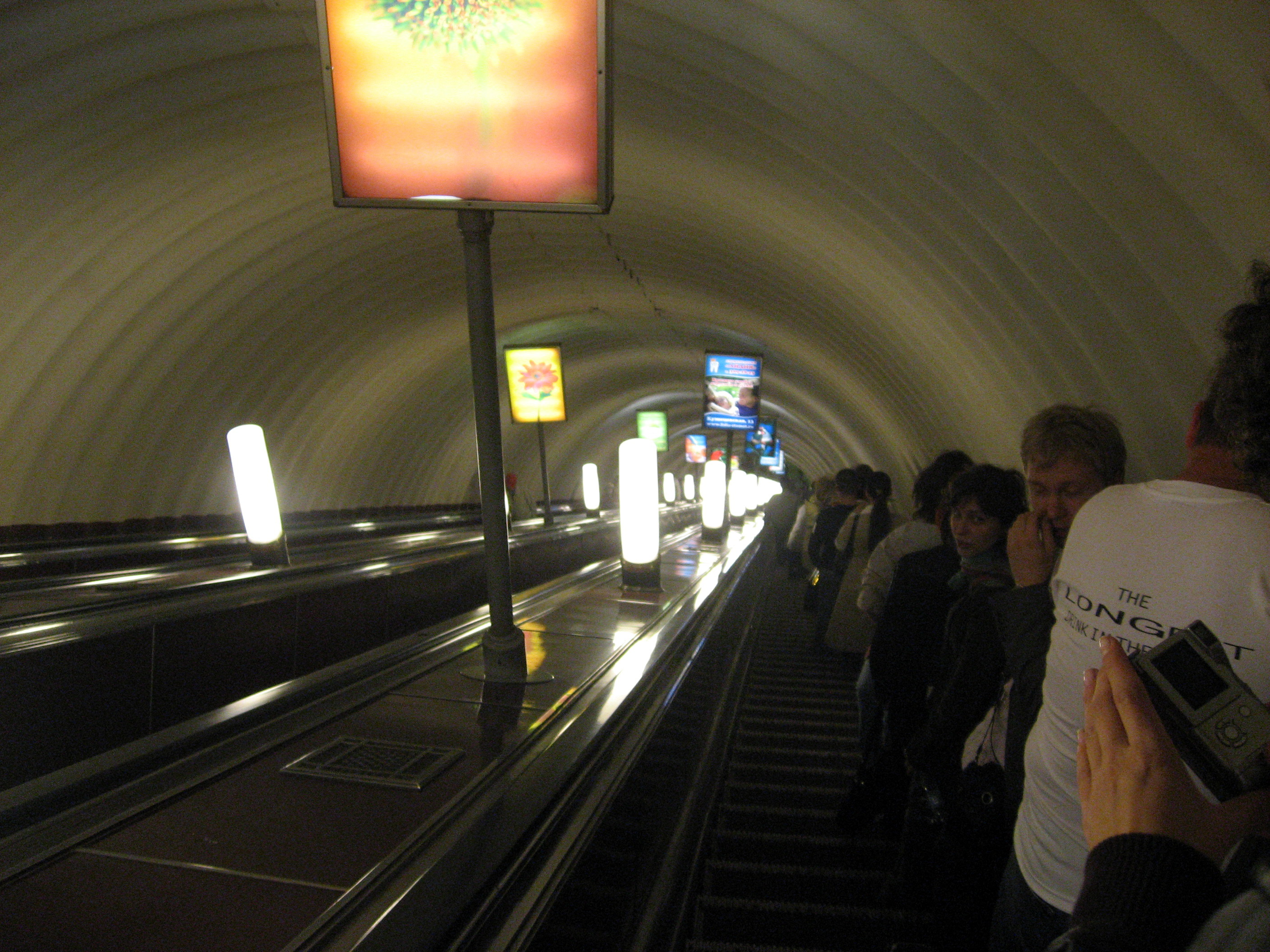
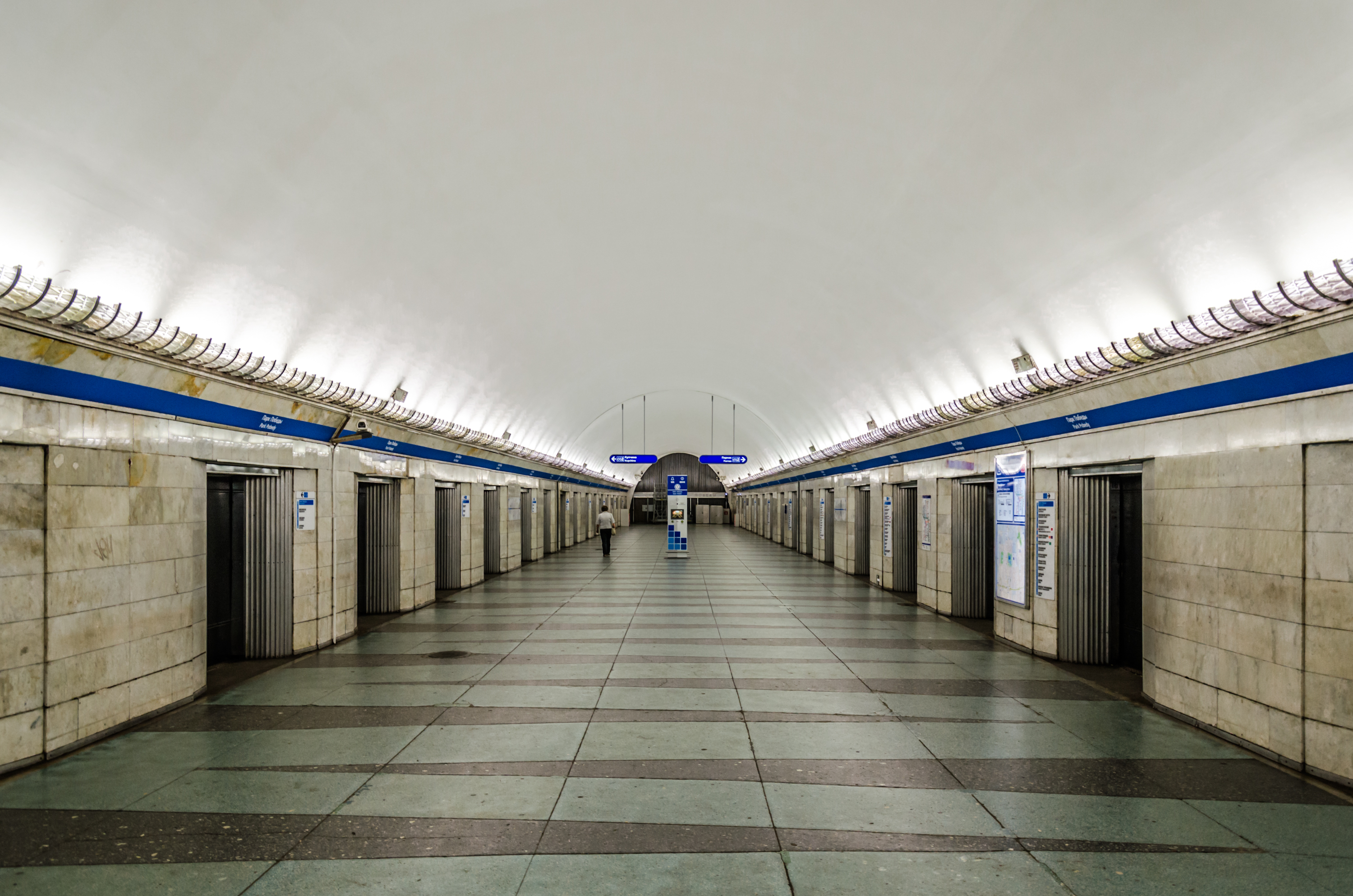
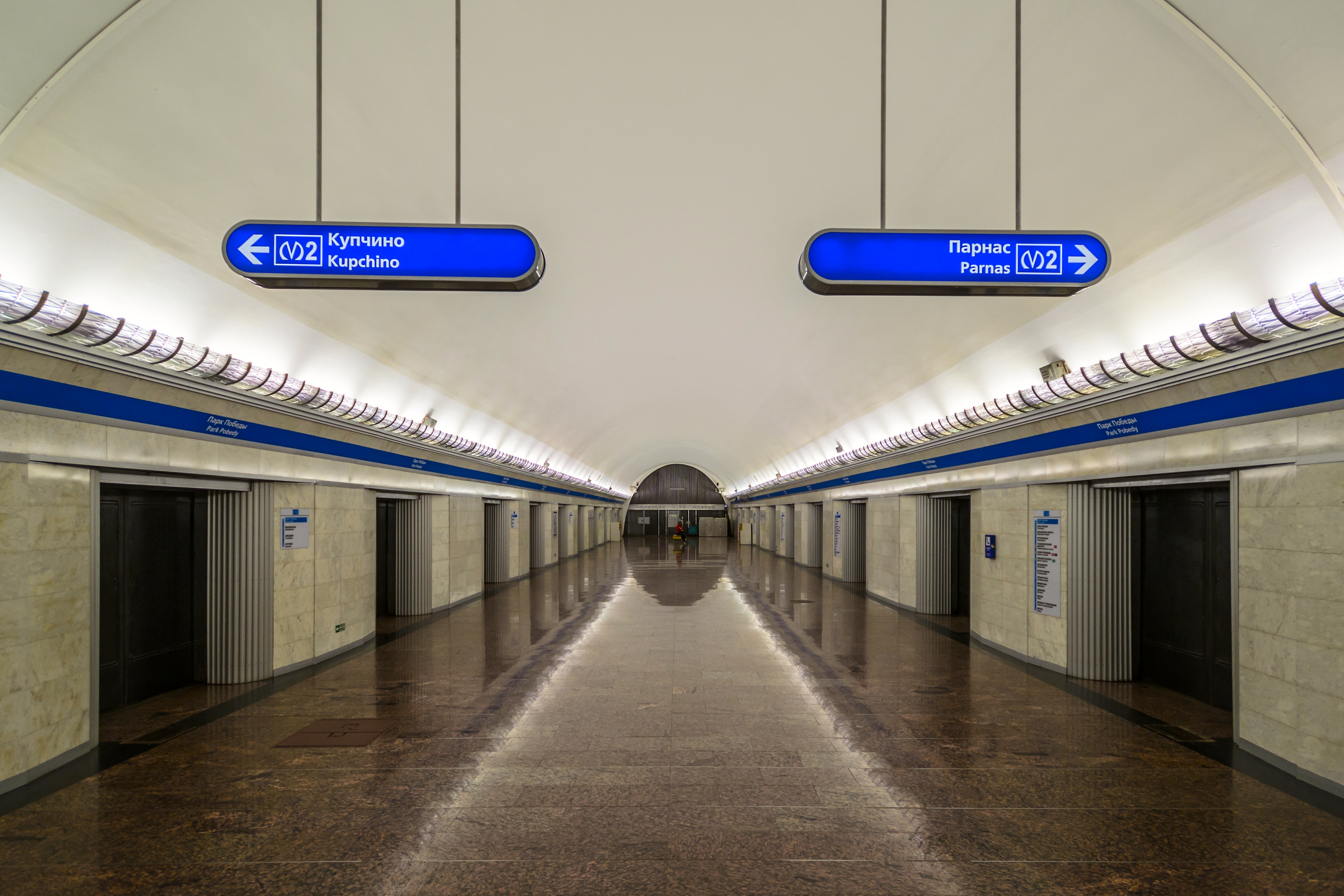

### Intermodalité
À proximité : une station du tramway de Saint-Pétersbourg est desservie par les lignes 29 et 45 ; et des arrêts de bus sont desservis par plusieurs lignes.